# 林爱
林爱（1899年3月13日—1934年11月），本名林步园，又名林阿园，字日团，福建柘荣人，中国共产党早期人物及革命烈士，是中国共产党在柘洋（柘荣县）发展的第一个党员。

## 生平
林步园生于贫农家庭，读过半年私塾，1928年6月到福州谋生。1930年，林爱在中共党员马立峰的推荐下到福州乌石山理工学校任门房工役，改名为林爱，接受了一定的共产主义思想。1931年经马立峰介绍加入中国共产党。1932年11月，林爱在马立峰的安排下回到柘洋，以马立峰发起的“五抗”口号为纲组织农民运动。翌年11月，林爱领导成立中共柘洋小组，并自任组长。
1934年4月，林爱组织一千多人的红带队，配合中国工农红军闽东独立团第十六连占领柘洋，随后于下城宣告成立上西柘洋区苏维埃政府，林爱任主席、党委副书记，6月中共柘洋区委改为中共霞鼎泰县委，林爱续任副书记。林爱在苏区主席任内多次试图扩张苏区，多次攻击邻近的福鼎、泰顺一带的民团。10月，国民革命军收复柘洋，林爱率部撤往东源、桃坑一带坚持抵抗。11月，国军第78师赴柘洋剿共，林爱在撤退过程中于上泥村失足跌落悬崖，享年35岁。